# Salal

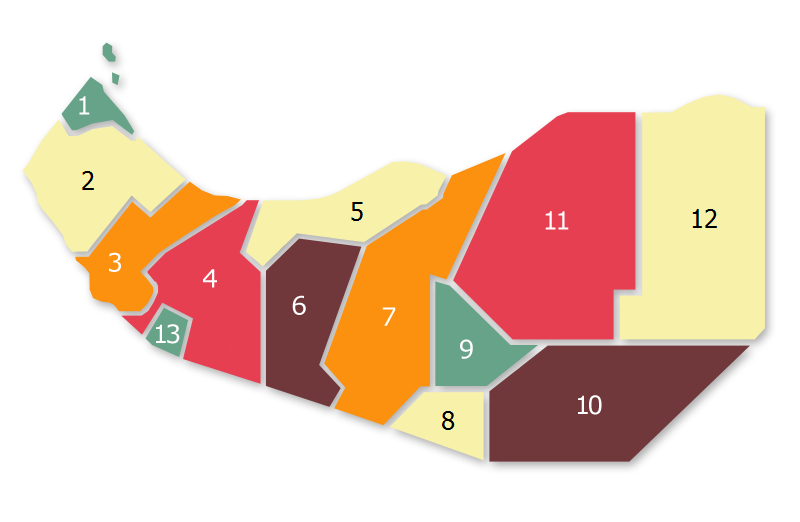
Karta över Somalilands regioner enligt Somalilands egen indelning. Salal är nummer 1. Awdal är nummer 2.

Salal (صالال) är en region i Somaliland. Den gränsar till Djibouti i nord, nordväst och väst och regionen Awdal i söder. Huvudorten är Zeila. 

## Historik
Salal var en av de nya regioner som skapades 2008 genom att dela upp de regioner som skapats av Somalia i fler regioner. Salal ingick före dess i regionen Awdal, och motsvarade där i huvudsak distriktet Saylac (Zeila).